# Новодар
Новода́р —  село в Україні, у Лубенському районі Полтавської області. Населення становить 128 осіб. Орган місцевого самоврядування — Гребінківська міська громада.

## Географія
Село Новодар знаходиться на правому березі річки Гнила Оржиця, вище за течією на відстані 1,5 км розташоване село Наталівка, нижче за течією на відстані 0,5 км розташоване село Мар'янівка, на протилежному березі - село Кулажинці.

## Історія
Село Новодар утворене після революції 1917 р. За свідченням старожила села Гавриленка Миколи Васильовича, до революції жителі сіл Наталівки і Олексіївки орендували у банку тутешні землі.
А після революції (приблизно з 1920 р.) селяни із цих сіл почали поселятися тут. Звичайно, поселялися тут, в основному, молоді сім'ї із багатодітних і малозабезпечених родин.
Перша нами знайдена згадка про Новодар містилася в відомостях Теплівського волосного правління (9.12.1922 р.): «Хутор Новодар с населением 135 душ мужского пола и 129 душ женского пола».
За переписом населення 1926 р. в х. Новодар Наталівської сільради було 339 душ обох статей.
За переписом 1939 р. - 333 душі,
1959 р. - 322 душі,
1972 р. - 243 душі,
1980 р. - 201 душа
2001 р. - 128 душ.
З самого початку свого існування Новодар відносився до Наталівської сільської ради, а в роки після 1989 р. він був переведений до Мар'янівської сільради.
Ще до війни 1941-1945 років в селі існувала початкова школа.